# Storia di Parma

## Preistoria e protostoria

### Neolitico

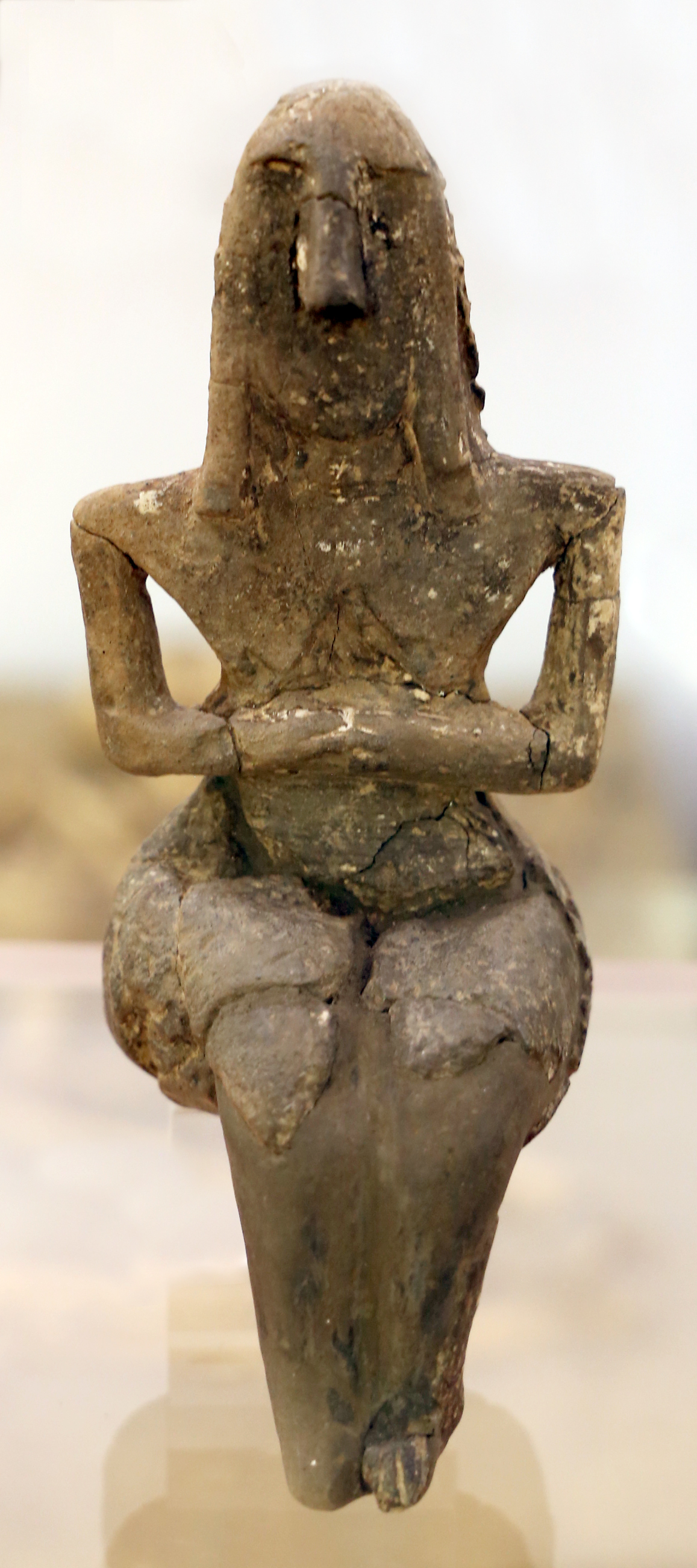
La statuetta neolitica di Vicofertile, conservata al Museo archeologico nazionale di Parma.

Il territorio di Parma risultava scarsamente abitato durante il neolitico antico, compreso all'incirca tra il 5600 e il 5000 a.C.; le uniche tracce umane risalenti a quell'epoca sono costituite dai resti di un piccolo villaggio rinvenuti in località Benefizio a sud-ovest della città.
La situazione mutò nel neolitico evoluto, a partire dal 5000 a.C., quando al primo insediamento, che continuò a essere abitato, se ne aggiunsero altri riferibili alla cultura dei vasi a bocca quadrata, tutti collocati a sud-ovest della città: in via Guidorossi, a Pontetaro, a Vicofertile (ove fu rinvenuta durante gli scavi una rarissima statuetta in ceramica di circa 20 cm di altezza, raffigurante una donna, probabilmente una dea in trono) e a Gaione sia nel parco del Cinghio, sia presso Case Catena e Cascina Marana.
Nel corso del neolitico recente, dalla seconda metà del V millennio a.C., tutti gli antichi villaggi furono abbandonati mentre ne fu fondato uno nuovo, inquadrabile nella cultura di Chassey, a Botteghino, a sud-est di Parma, ove durante gli scavi furono portati alla luce due piccoli attrezzi in rame, tra i primi in Italia.
Durante il neolitico finale si spopolò anche l'insediamento di Botteghino, mentre non esistono tracce di altri centri abitati in quell'epoca.

### Età del rame
Durante l'età del rame, a partire dalla metà del IV millennio a.C., si svilupparono vari insediamenti nel territorio di Parma: nelle vicinanze dell'aeroporto, a Benefizio, in via Guidorossi, a Fraore, a Martorano e a Gaione presso Case Catena.

### Età del bronzo

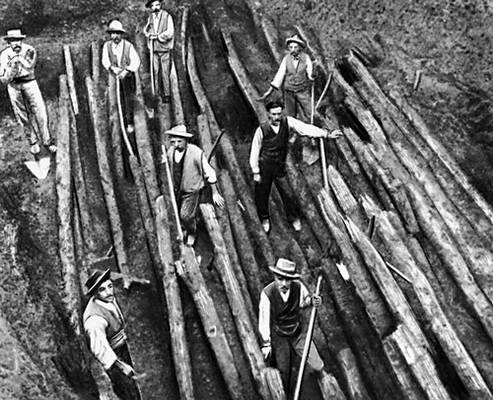
Lo scavo della terramara di Parma (tra stradello San Girolamo e il cortile del palazzo Imperiale dell'Arena) alla fine del XIX secolo.

Durante l'età del bronzo antico, tra il XVIII e il XVII secolo a.C., furono fondati alcuni villaggi ascrivibili alla cultura di Polada: a Beneceto, in un'area a ovest di via Traversetolo e a San Pancrazio Parmense.
Con l'inizio dell'età del bronzo medio, a partire dal XVI secolo a.C., si diffusero nel territorio di Parma e in tutta l'Emilia numerosi insediamenti terramaricoli, tra cui due rinvenuti sotto il centro della città odierna: uno sotto casa Mauri, posta all'incrocio tra strada della Repubblica e borgo Valorio, e un altro tra stradello San Girolamo e il cortile del palazzo Imperiale dell'Arena, con necropoli sotto piazzale della Macina. Si conservano inoltre le tracce di altri insediamenti nei dintorni di Parma: uno a Quingento di San Prospero, uno a Vicofertile, due a Fraore (Oratorio e Vallazza) e uno a Marano.
Alla fine dell'età del bronzo medio alcuni dei villaggi più piccoli, tutti posti nella fascia più alta della pianura, furono abbandonati: Marano, Gaione e Fraore (Oratorio e Vallazza); sorsero però al contempo l'insediamento terramaricolo del Cornocchio, tra Fognano e Roncopascolo, quello di Beneceto e quello di Santa Gertrude a Torricella.
Durante l'età del bronzo recente fu fondata anche la terramara di Ravadese, mentre gli altri villaggi raggiunsero l'apice del loro splendore, popolandosi notevolmente grazie allo sviluppo di una florida rete commerciale.
Improvvisamente, poco dopo il 1200 a.C., tutte le terramare della pianura emiliana furono abbandonate, per cause tuttora ignote; si ipotizza che abbiano concorso sia fattori climatici sia eventi storici, anche se non esistono testimonianze di guerre che abbiano coinvolto le popolazioni terramaricole del territorio.

### Età del ferro
Durante la prima età del ferro, il territorio di Parma e in generale di tutta l'Emilia occidentale rimasero quasi completamente disabitati per quasi 500 anni.
Soltanto a partire dal VII secolo a.C., in seguito all'espansione degli Etruschi verso ovest, furono fondati nuovi insediamenti nell'Emilia occidentale, ove la presenza di popoli eterogenei comportò una contaminazione tra la cultura etrusca e quella padana, talvolta con influenze anche della cultura di Golasecca; a Parma di quell'epoca si conservano otto lingotti in rame ferroso rinvenuti a Quingento di San Prospero, una fibula in bronzo portata alla luce in via Saragat e una sepoltura scoperta a Fraore.
Nel VI secolo a.C. gli Etruschi presero stabilmente il controllo della regione, ma nella prima metà del secolo si svilupparono alcuni gruppi di popolamento caratterizzati da un particolare rituale funerario, cosiddetto della facies di "Sant'Ilario-Remedello", di cultura probabilmente etrusca ma con influenze liguri; a tale facies sono riferibili alcuni resti rinvenuti a Baganzola, costituiti da alcune fornaci e un sepolcreto. Sempre nel VI secolo sorsero anche altri villaggi nel territorio di Parma: a Pedrignano, a Beneceto, a Roncopascolo e a Botteghino.
Nel IV secolo a.C. l'Emilia subì l'invasione da parte dei Boi, che causarono l'allontanamento degli Etruschi e l'abbandono dei loro villaggi; benché il territorio di Parma si trovasse in posizione strategica, non esistono tracce di insediamenti celtici nella zona, che tornò probabilmente disabitata.

## Età romana

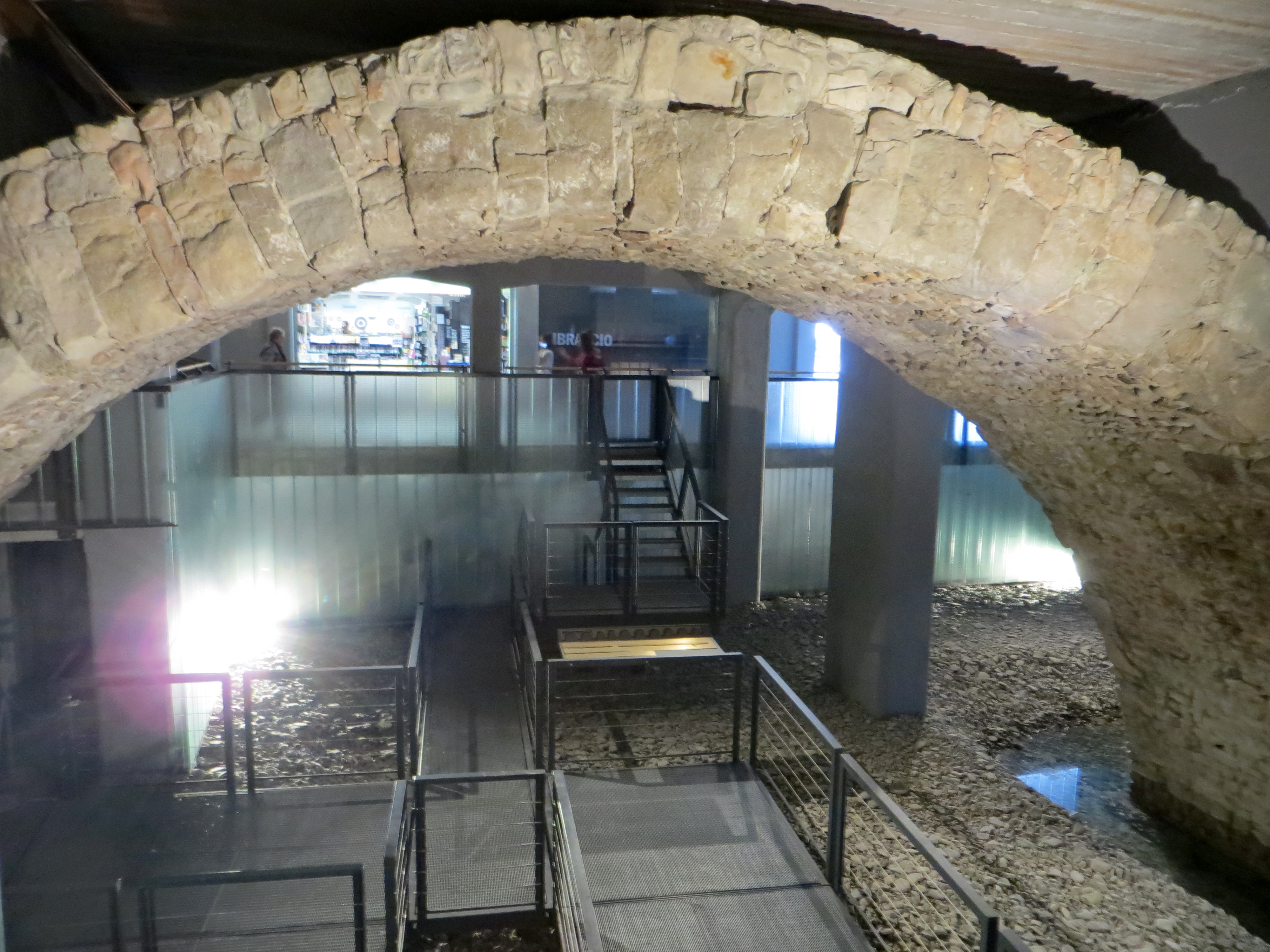
I resti del Pons Lapidis accanto a piazza Ghiaia

L'espansione romana nella pianura padana ebbe inizio nel 283 a.C., con la sconfitta dei Senoni stanziati tra le odierne Romagna e Marche da parte di Manio Curio Dentato; tuttavia, soltanto nel 191 a.C. le truppe romane guidate dal console Publio Cornelio Scipione Nasica riuscirono a sconfiggere definitivamente i celti Boi, che furono costretti ad abbandonare metà dei territori emiliani, ove nel 187 a.C. il console Marco Emilio Lepido realizzò la via Emilia per collegare le città di Placentia, Bononia e Ariminum.
Pochi anni dopo, nel 183 a.C., lungo l'importante arteria stradale i Romani fondarono le due colonie gemelle di Parma e Mutina. Il territorio emiliano fu suddiviso secondo lo schema regolare a maglia quadrata, tuttora parzialmente visibile, delle centurie, dell'ugual dimensione di 710 m di lato, tra loro separate da strade e canali; la via Aemilia fu assunta come decumanus maximus, mentre nella città di Parma il cardo maximus correva probabilmente lungo le odierne strada Farini e strada Cavour, anche se non tutti gli storici sono concordi in tale individuazione. Il territorio parmense così frazionato fu ceduto in proprietà, tramite sorteggio, a 2000 capifamiglia, guidati dai triumviri Marco Emilio Lepido, Tito Ebuzio Parro e Lucio Quinzio Crispino.
Dell'età repubblicana si conservano poche tracce nel territorio, rinvenute qua e là nel territorio durante vari scavi a partire dalla fine del XX secolo: i resti di una fornace per la produzione di ceramiche a Pedrignano, un pozzo a Casalbaroncolo, la base di una villa a Fraore, un tratto di strada nei pressi della via Emilia Ovest, porzioni di un edificio in via Saragat e uno spezzone di acquedotto tra via Felice da Mareto e strada Traversetolo.
Dell'età imperiale sopravvivono invece maggiori testimonianze; a Parma furono allora eretti un grande anfiteatro, un teatro e le terme, mentre il primo ponte in muratura della via Aemilia sul torrente Parma fu costruito durante l'età Augustea, quando la città romana raggiunse la sua massima espansione; nel I secolo d.C. la città ottenne il titolo di Julia, per la fedeltà dimostrata verso Roma.

## Medioevo

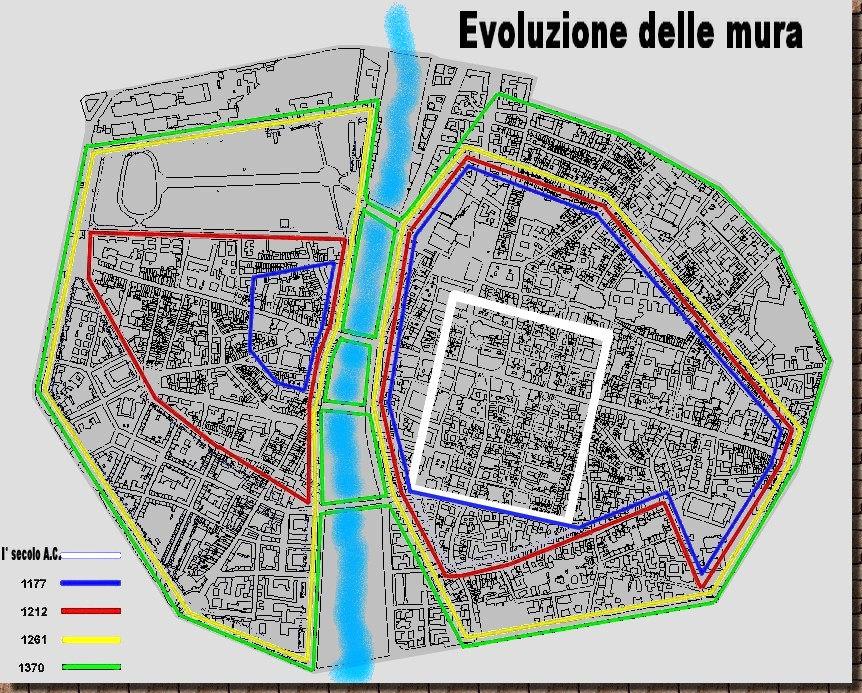
Evoluzione delle mura di Parma

### Alto medioevo
Dopo che Costantino portò la sede dell'impero in Oriente, le provincie dell'Emilia, rimasero in balìa di prefetti consolari inviati da Roma. Nel 370 furono assegnate molte terre contigue al Po ad alcune migliaia di Alemanni, sconfitti da Flavio Teodosio sulle Alpi Retiche. Nel 377 a Modena, a Reggio e nel Parmense si aggiunsero anche i Taifali che valicate le Alpi erano stati vinti dalle milizie dell’imperatore Graziano:
Parma dal IV secolo, con il presule ariano Urbano divenne sede vescovile. Nel 452, il suo territorio fu saccheggiato da Attila, ma gli abitanti ebbero il tempo di rifugiarsi sui monti dell'Appennino. Odoacre lo suddivise tra i suoi fidi ma poi venne sconfitto da Teodorico (489 – 526), re dei Goti. Il re ostrogoto restaurò, il Pons Lapidis, l'acquedotto, canali e mulini e altre opere civili contribuendo a una effimera rinascita della città.
La guerra gotica ebbe conseguenze tragiche per la popolazione. La città fu parzialmente distrutta dai Goti del re Totila. Cacciati questi, Parma rifiorì durante il breve periodo di dominazione bizantina (539-568), durante il quale ebbe il titolo, quale custode dell’erario imperiale, di Chrysopolis (città d'oro).
Il ripopolamento e la ricostruzione furono in seguito consolidati in seguito all’invasione, nel 568, dei Longobardi, che s'insediarono espropriando terre, su circa un terzo della superficie abitata, senza peraltro incontrare l'ostilità dalla popolazione residente, stremata dal flagello della peste.
Nel 579 la città divenne sede d’uno dei ducati in cui furono ripartite le conquiste di Alboino. Quello di Parma fu strutturato come base strategica, sottoposta al duca, capo militare e politico a un tempo, che controllava il rispetto delle loro leggi in contemporanea vigenza del diritto romano. I Longobardi utilizzarono come capisaldi bellici l’arena e il teatro a difesa di un perimetro fortificato, organizzato a Sud, verso il quale convergeva a raggiera un sistema di strade. A questo i Franchi dopo il loro arrivo, opposero poi, a Nord, il  prato regio che dal IX secolo fu il centro del potere a Parma. Nel 773 Carlo Magno, re dei Franchi, occupò Parma, scendendo verso Roma. Sconfitti definitivamente i Longobardi, la città divenne una contea carolingia. I ducati longobardi furono sostituiti da comitati franchi sui quali esercitarono il potere prima i conti e poi, fra il IX e il X secolo, i vescovi, e tra questi quelli di Parma, Piacenza e Reggio Emilia.
Solo nel 877 il vescovo Guibodo ricevette in dono da Carlomanno la corte regia di Parma, questa donazione fu un atto di ringraziamento da parte del re al vescovo che aveva parteggiato per il padre di Carlomanno, Ludovico II il Germanico,nella sfortunata lotta per il titolo di imperatore.
Ebbe così inizio il potere temporale dei vescovi su Parma e Guibodo decise subito di dotarsi di un consiglio che lo affiancasse nella gestione degli affari spirituali e temporali, per questo il 29 dicembre dello stesso anno alla presenza dei vescovi delle città limitrofe annunciò la nascita del Capitolo della Cattedrale di Parma.
Nell’891 Guido II di Spoleto, imperatore (891-894) e re di Italia (889-894) istituì la marca di Lombardia e vi incluse i comitati di Parma, Piacenza, Reggio e Modena. In quella fase storica, tuttavia, si stava realizzando la trasformazione del potere comitale in quello politico episcopale.
Tuttavia occorre considerare che la donazione di Carlomanno era a titolo personale per cui Guibodo nel suo testamento del 892 predispose che i beni passassero prima alla consanguinea Vulgunda e infine ai canonici del capitolo della Cattedrale. Il possesso dei beni venne confermato a Guibodo da Arnolfo di Carinzia nel 894, quindi alla morte del vescovo, avvenuta nel 895 dC, i canonici del Capitolo della cattedrale, dopo la parentesi di possesso dei beni da parte di Vulgunda, esercitarono il potere temporale sulla corte regia di Parma e su tutti i territori limitrofi che erano stati donati a Guibodo.
I beni confermati al capitolo, oltre che alla corte regia di Parma, constavano di un vasto territorio della bassa parmense che andava grossomodo da Caput Parioli a nord di Fontanellato spingendosi alle porte di Soragna, comprendendo il territorio di San Secondo e Palasone sino a spingersi a Sacca di Colorno. I territori assegnati a Parma comunque erano inferiori a quelli che possedevano allo stesso tempo altri episcopati e questo è dovuto al fatto che il potere temporale del vescovo arrivò in ritardo rispetto ad altri luoghi, ciò comportò un dominio a macchia di leopardo sul territorio essendo molti feudi del parmense già assoggettati al potere temporale di altri enti eccelsiastici, come il monastero di San Pietro in Ciel d'Oro di Pavia o l'Abbazzia di Leno di Brescia.
Consci di questa inferiorità i canonici iniziarono ad espandere il proprio potere attraverso una serie di lasciti e donazioni e politiche oculate che portarono i domini assoggettati dagli 11 del 960 ai 25 del 1029.
Così a Parma, dove l’autorevolezza e la forza acquisiti dal vescovo influirono in modo decisivo anche nell’evoluzione della toponomastica e la rappresentanza del potere. Nel X secolo l’antico foro romano, la piazza Grande, divenne il centro civile, politico e commerciale; mentre il centro del potere religioso, o meglio vescovile, si collocava a Nord delle mura.

### Il Comune

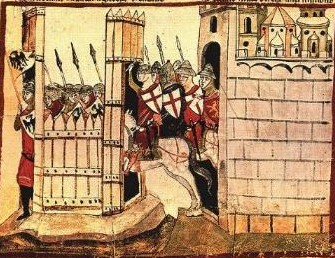
La disfatta degli svevi

Nel X e XI secolo si affermò nelle terre di Parma e in quelle di Reggio, Modena, Ferrara, Brescia e Mantova la potente casata degli Attoni di Canossa. Contemporaneamente avanzava il processo di formazione dell'istituzione comunale che stava interessando tutta l'area padana e che si consoliderà con la morte, nel 1115 di Matilde di Canossa. Parma continuò ad essere governata da una lunga serie di vescovi-conti fino a quando divenne libero comune, nel 1022. Devastato da un incendio nel 1058 e profondamente guastato da un'alluvione nel 1077, il tessuto urbano esigeva interventi urgenti che coinvolsero nuove costruzioni religiose, civili e militari per l’attuazione delle quali furono sancite nuove norme edilizie. Oltre tutto, la città si era molto dilatata oltre i perimetri delle mura segnati dalla via Emilia e nell’Oltretorrente.
Con l'avvento al potere di Federico Barbarossa, e la sua discesa in Italia, Parma era tra le città fedeli all'impero. Gerardo da Cornazzano fu suo leale e valente capitano d’armi. Sotto il suo comando, sul finire del 1161, quando scoppiò un aspro conflitto tra l'imperatore e i milanesi, le truppe fornite da Parma, cavalieri e fanti, si congiunsero all’esercito imperiale ponendo sotto assedio Milano fino alla memorabile capitolazione della città. Nel marzo 1162, Gerardo da Cornazzano, condottiero dei parmigiani, fu delegato dal Barbarossa ad accogliere la resa senza condizioni dei Milanesi di Porta Romana.
Nel 1163, l’anno seguente, ebbe la cattedra vescovile della Diocesi di Parma un probabile fratello del condottiero imperiale Gerardo, Aicardo da Cornazzano. Un anno dopo, nel 1164, il vescovo Aicardo cumulò anche le funzioni di podestà imperiale. L'antipapa Vittore IV lo nominò cardinale prete, ma la sua impetuosa carriera finì improvvisamente nel 1170 quando venne cacciato dalla cattedra vescovile di Parma quale scismatico.
Nel 1180 il podestà di Parma Orlando de' Rossi arruolò un esercito per liberare Borgo San Donnino e Bardone cadute in mano ai piacentini. Liberati i territori affrontò la controffensiva delle truppe piacentine: alla testa delle truppe parmensi il 19 giugno 1199 varcò il Taro e affrontò sulla riva sinistra del fiume gli avversari sbaragliandoli.
Nel 1183, con la firma della Pace di Costanza e in seguito al riconoscimento e al prender corpo delle autonomie municipali, si accesero sempre nuove rivalità con le città vicine, e soprattutto, causa il controllo della navigazione sul Po, con Piacenza e Cremona.
A quest'epoca risalgono le vestigia architettoniche più antiche come il Duomo, dedicato a Santa Maria Assunta, ricostruito dopo il terremoto del 1177, eretto dall'antipapa Onorio II, il vescovo Pietro Càdalo, signore della città, L'eccelso architetto e scultore Benedetto Antelami diede un apporto fondamentale a quell'opera tra gli anni 1178 e 1226. Altrettanto importante fu l'impegno dell'Antelami che progettò o realizzò le architetture e le sculture del Battistero, iniziata nel 1196 e parzialmente concluse nel 1216.
Nel 1210 si completò la costruzione di una nuova cinta muraria che, ampliata, comprese anche l'Oltretorrente.
Nei decenni successivi Parma rimase ghibellina e fedele all'Imperatore anche grazie all'amicizia di quest'ultimo con Bernardo di Orlando de' Rossi, personaggio molto influente all'epoca. Tuttavia la malfidenza di Federico II a causa dell'elezione al soglio pontificio del cognato di Bernardo, Sinibaldo Fieschi dei conti di Lavagna, con il nome di Innocenzo IV, causò la rottura tra l'imperatore e Bernardo e il passaggio nella fazione guelfa dei Rossi. Bernardo si incontrò a Piacenza con Gregorio da Montelongo legato papale, raggiunto dai Sanvitale, Fieschi, Lupi e da Correggio, tutti guelfi cacciati dal podestà imperiale di Parma, Testa d'Arezzo.
Approfittando dell'assenza da Parma di Enzo, figlio dell'imperatore e grazie agli aiuti ricevuti dalle truppe milanesi sotto il comando del Rossi, l'esercito dei fuoriusciti, agli ordini di Ugo Sanvitale, diede battaglia agli imperiali a Borghetto del Taro, luogo oggi identificabile con una località compresa fra Noceto e Ponte Taro, il podestà di Parma aveva raccolto attorno a sé i principali rappresentanti delle famiglie ghibelline di Parma: Manfredo da Cornazzano, Ugo Magiarotto, Bartolo Tavernieri ed era uscito dalla città per affrontare i guelfi. Era il 15 giugno 1247 e non era il giorno propizio per dare battaglia perché i capi della fazione ghibellina erano reduci dal banchetto del matrimonio della figlia del Tavernieri ed erano quindi appesantiti dal cibo e dal vino consumato.
Nella mischia caddero rapidamente il podestà di Parma, Manfredo e il Mangiarotto, il Tavernieri, ferito gravemente fu portato a Costamezzana, privati dei comandanti i ghibellini furono sbaragliati consentendo ai guelfi vincitori di occupare Parma.

Primo stemma della città, con il “torello” del podestà benefattore Torello da Strada di Pavia (inizio XIII-1237)

Venuto a sapere del tradimento di Parma, l'imperatore furente rinviò i preparativi per l'assedio di Lione e si diresse su Parma proponendosi di raderla al suolo e sostituirla con una città-accampamento che diede ordine di costruire a fine giugno del 1247 e alla quale diede il nome di Vittoria e che sorse in località Grola, probabilmente coincidente con l'attuale frazione di Fognano. Vittoria era composta da case in muratura, da una chiesa e una zecca.
L'assedio fu durissimo per la popolazione parmigiana e per il contado. Ridotti allo stremo delle forze, approfittando dell'assenza dell'Imperatore impegnato in una battuta di caccia nella valle del Taro, il 18 febbraio del 1248 le truppe parmensi comandate da Giberto da Gente,coadiuvato da Gherardo da Correggio e Bernardo de' Rossi in una sortita attaccarono la città di Vittoria sbaragliando gli avversari e mettendola a ferro e fuoco. Nel lauto bottino portato in città vi fu anche la corona regia, simbolo estremo del loro trionfo, che deposero in Duomo. Nel Battistero conserveranno invece il carroccio dei cremonesi, nerbo delle forze imperiali. L'imperatore Federico II riuscì a stento a rifugiarsi, con pochi seguaci, nella vicina Borgo San Donnino. Dopo quella sconfitta inflittagli dalle forze cittadine di Parma dovette rinunciare ad ogni ambizione o progetto di supremazia. Le due battaglie, quella di Borghetto del Taro e quella decisiva della distruzione di Vittoria sono raffigurate nella Sala delle Gesta Rossiane della Rocca dei Rossi di San Secondo per ricordare il ruolo attivo che ebbe la fazione dei Rossi in entrambi i fatti d'arme.
Tra il 1253 e il 1303, per cinquant’anni, la riappacificazione con la rivale Cremona manifestò effetti benefici sulla vita economica di entrambe le città. Una prosperità sulla quale, tuttavia, gravavano i pessimi effetti delle lotte e faide, sanguinose e inestinguibili, fra le varie fazioni cittadine che a Parma venivano senza tregua incentivate dalle quattro antiche casate, quattuor domus parmenses (come le indicava lo storico e umanista Flavio Biondo), dei Pallavicino, Sanvitale e da Correggio e dei Rossi.
Nel 1293 i Sanvitale tentarono di introdurre in Parma gli Estensi, già signori di Ferrara, Reggio e Modena, tale tentativo fu sventato dalla fazione guelfa capitanata da Guglielmo de' Rossi che scacciò i Sanvitale da Parma instaurando la signoria della sua famiglia. La supremazia dei Rossi durò poco perché nel 1303 la fazione ghibellina comandata da Giberto III da Correggio prese il potere bandendo Guglielmo e i guelfi dalla città.
Le lotte fra Guglielmo e Giberto proseguirono per un decennio senza che tuttavia Guglielmo riuscisse a riguadagnare il dominio dei Rossi su Parma. Nel 1314 Guglielmo a capo di un esercito formato da guelfi fuoriusciti e ghibellini scontenti del cambio di schieramento effettuato da Giberto prese Borgo San Donnino, ma invece che marciare su Parma, anche in considerazione della morte improvvisa di Enrico VII a Buonconvento, decise di rivolgersi a Roberto d'Angiò, capo della fazione guelfa e Re di Napoli, per ottenere un accordo con Giberto, alla fine la pace fu sancita con il matrimonio fra Maddalena figlia di Guglielmo e Giberto stesso.
Tuttavia i rancori non sopiti dei Rossi si manifestarono solo due anni dopo, quando nel 1317 Rolando de' Rossi, figlio di Guglielmo riuscì a scacciare da Parma Giberto che si rifugiò nel reggiano. Ne seguì un quinquennio di lotte intestine che vide trionfare Rolando con la cacciata dei Sanvitale del 1322. Divenuto signore di Parma Rolando rinsaldò i legami da parte guelfa con il legato pontificio Bertrando del Poggetto, venendo nominato capitano generale.
In seguito alla discesa di Ludovico il Bavaro nel 1328, Rolando, insieme ai fratelli Marsilio e Pietro riuscì a mantenere il controllo di Parma in qualità di vicario imperiale, privilegio confermato anche dal Re Giovanni di Boemia. L'alleanza con quest'ultimo segnò però la fine dell'effimero potere rossiano su Parma: trovandosi infatti a fronteggiare la ghibellina Lega di Castelbaldo e nonostante una vittoria iniziale a San Felice sul Panaro, Giovanni fu sconfitto e, nonostante agli accordi di pace di Peschiera dove fu inviato fra gli ambasciatori del re anche Marsilio de' Rossi, consentissero ai Rossi di tenere Parma, una volta che Giovanni si ritirò dall'Italia, divennero effettivi i patti stipulati all'interno della lega ghibellina che assegnava Parma a Mastino II della Scala.
Trovandosi senza l'appoggio delle truppe straniere Rolando dovette cedere Parma a Mastino il 21 giugno 1335, mentre i Rossi vennero nuovamente banditi da Parma. Gli scaligeri tennero il controllo della città fino al 1341 quando questa cadde in mano ad Azzo da Correggio. Nel 1344 Azzo decise di cedere Parma ad Obizzo III d'Este che a sua volta tenne Parma sino al 1346 quando la città entrò definitivamente nell'orbita del ducato di Milano.

### I Visconti
Il perpetuarsi della conflittualità tra queste fazioni cittadine, senza il deciso prevalere di una su tutte, impedì certamente il formarsi a Parma di una signoria cittadina come era potuto avvenire a Ferrara con la famiglia degli Este o a Verona con i Della Scala o con i Gonzaga a Mantova. Ovvero con i Visconti che nel 1341 da Milano arrivarono a conquistare le terre parmensi. Nel 1346 la città riconobbe la signoria dei Visconti, un dominio politico-militare milanese che con qualche intervallo, comprendendo l'avvento degli Sforza si sarebbe mantenuto, sino all’inizi del 1500.
Sotto i nuovi signori a Parma venne costruita una nuova cinta di mura, e la piazza grande fu trasformata in fortilizio.
Tra le grandi casate antagoniste nominate da Flavio Biondo manca quella, pur assai rilevante, dei Terzi, discendenti dall'antica casata da Cornazzano, che dopo esser rimasti nella seconda metà del XIV secolo con Niccolò il Vecchio, seguito dai figli Ottobuono e Giacomo, al servizio dei Visconti, da Bernabò a Gian Galeazzo, sia in armi quali valorosi Capitani, sia quali Podestà al governo dei più importanti comuni lombardi ed emiliani, rivolsero con successo le loro mire, nel primo decennio del secolo successivo, su Parma, riuscendo a signoreggiarla.
Questo avvenne quando la città, ancora sotto il dominio dei Visconti, fu coinvolta, subito dopo la morte di Gian Galeazzo, nel 1402, nei sommovimenti politici e bellici che portarono alla dissoluzione del Ducato di Milano. Tra le famiglie che in quelle circostanze si contesero il potere sulla città e terre parmigiane prevalse quella dei Terzi, discendenti dei da Cornazzano, il cui maggiore esponente, il condottiero Ottobuono, conte di Tizzano e di Castelnuovo, marchese di Borgo San Donnino, divenne, prima di fatto e quindi di diritto, signore di Parma e Reggio dal 1404 al 1409. I Terzi trovarono i loro più accaniti avversari nella potente famiglia dei Rossi, in particolare in Pietro e Giacomo, figli di Bertrando juniore, consigliere ed esecutore testamentario di Gian Galeazzo Visconti.
Dopo un assalto di Ottobuono al feudo rossiano di San Secondo nel 1403, fu sancita nel 1404 una breve tregua fra Pietro e Ottobuono allo scopo di far condividere la signoria su Parma ai due condottieri. Tuttavia la tregua durò poco e Pietro e i Rossi dovettero scappare da Parma, Ottobuono raggiunse quindi alla fine del 1406 il culmine del suo potere politico-militare, per poi perderlo progressivamente. In quell’anno il suo prestigio raggiunse l'apice nella folta partecipazione di personalità nobili alla cerimonia di battesimo del figlio Niccolò Carlo avuto dal suo secondo matrimonio con Francesca da Fogliano e celebrato nel Battistero di Parma. I padrini furono Niccolò III d'Este, marchese di Ferrara; Giovanni Maria Visconti, duca di Milano; il rappresentante della Serenissima Repubblica di Venezia; il signore di Rimini, Carlo I Malatesta; quello di Mantova, Francesco I Gonzaga; Baldassarre Cossa, cardinale di Bologna (il futuro antipapa Giovanni XXIII); il principe vescovo di Trento, Giorgio di Liechtenstein; il fratello di Pietro dei Rossi di Parma, Giacomo o Jacopo, già vescovo di Verona, e in quel tempo di Luni; i capitani viscontei Jacopo dal Verme e Ugolotto Biancardo.
La signoria di Ottobuono durò tre anni, il 27 maggio 1409 venne ucciso a tradimento Ottobuono nell’agguato di Rubiera, per mano di Muzio Attendolo Sforza, con la complicità di Niccolò III d'Este, il piccolo Niccolò Carlo, presente all’assassinio del padre, in sella con lo zio Giacomo, fu da lui e dal nonno Carlo da Fogliano portato in salvo dentro le mura di Parma. La testa di Ottobuono fu donata all'acerrimo nemico Pietro Maria I de' Rossi che la espose su di una picca all'ingresso del castello di Felino. Il giorno seguente, convocata l’assemblea dei cittadini nel palazzo del vescovado, il bimbo Niccolò Carlo, innalzato sulle braccia di Giacomo Terzi, fu proclamato dall’arengo, quale erede di Ottobono, signore di Parma e di Reggio. Una signoria che durò nemmeno tre settimane.
Nel giugno il marchese di Ferrara con il suo esercito s’impadronì di Parma e del suo territorio riuscendo a conservarli sino ai tempi successivi all'uccisione, nel 1412, di Giovanni Maria Visconti e alla successione al potere nel Ducato di Milano del fratello di questi, Filippo Maria. Questi si dedicò alla ricostruzione dello stato milanese arruolando, in campo militare, i migliori condottieri, quali Francesco Bussone, detto “il Carmagnola”, Niccolò Piccinino Francesco Sforza. In ambito diplomatico riuscì ad ottenere l’indispensabile neutralità della Repubblica di Venezia, di quella di Firenze, di Genova, potendo così riconquistare Lodi, Como, Bergamo, Brescia, Piacenza, Cremona e infine, l'anno 1420, il 13 novembre, conclusa la pace con Niccolò III d'Este, riebbe anche Parma e il Parmense. L'anno successivo la città presentò a Filippo Maria i capitoli di dedizione rimanendo quindi sotto il dominio dei Visconti fino al 1447, quando si spense il duca. Il governo dello stato passò all'Aurea Repubblica Ambrosiana, ma Parma rivendicò a quel punto la propria indipendenza. Quell'effimera autonomia durò oltre cinque mesi, fino al 14 febbraio 1448, allorché i Reggitori si arresero a Francesco Sforza; e finì del tutto quando il condottiero nel 1450 divenne il nuovo signore del Ducato di Milano.

## Età moderna
Quando cessò con l'ultimo Sforza, Ludovico il Moro, nel 1500 la signoria di Milano su Parma, questa fu sostituita da un'alternanza di governi Pontifici e Francesi. Quando questi ultimi, nel 1521 furono cacciati dall'esercito pontificio unito allo spagnolo, dopo un assedio di tre giorni, Parma fu assoggettata definitivamente alla Chiesa.

### Il Rinascimento
Il secondo quarto del Cinquecento vide l'erezione della Basilica di Santa Maria della Steccata, la cui architettura è attribuita dal Vasari al Bramante (mentre altri la ritengono leonardesca), e i cantieri per la ricostruzione in forme rinascimentali delle chiese conventuali benedettine di S. Alessandro e di S. Giovanni Evangelista, dove operarono i maestri parmigiani Bernardino Zaccagni e Giovan Francesco. 
La pittura è mirabilmente rappresentata dai capolavori di Giovanni Antonio Allegri, detto il Correggio, con i cicli affrescati realizzati, dopo il 1520, per la "camera della Badessa" nel Monastero di San Paolo, la chiesa di San Giovanni Evangelista e, iniziando dal 1524, da quelli della cupola della cattedrale.

### Il ducato farnesiano

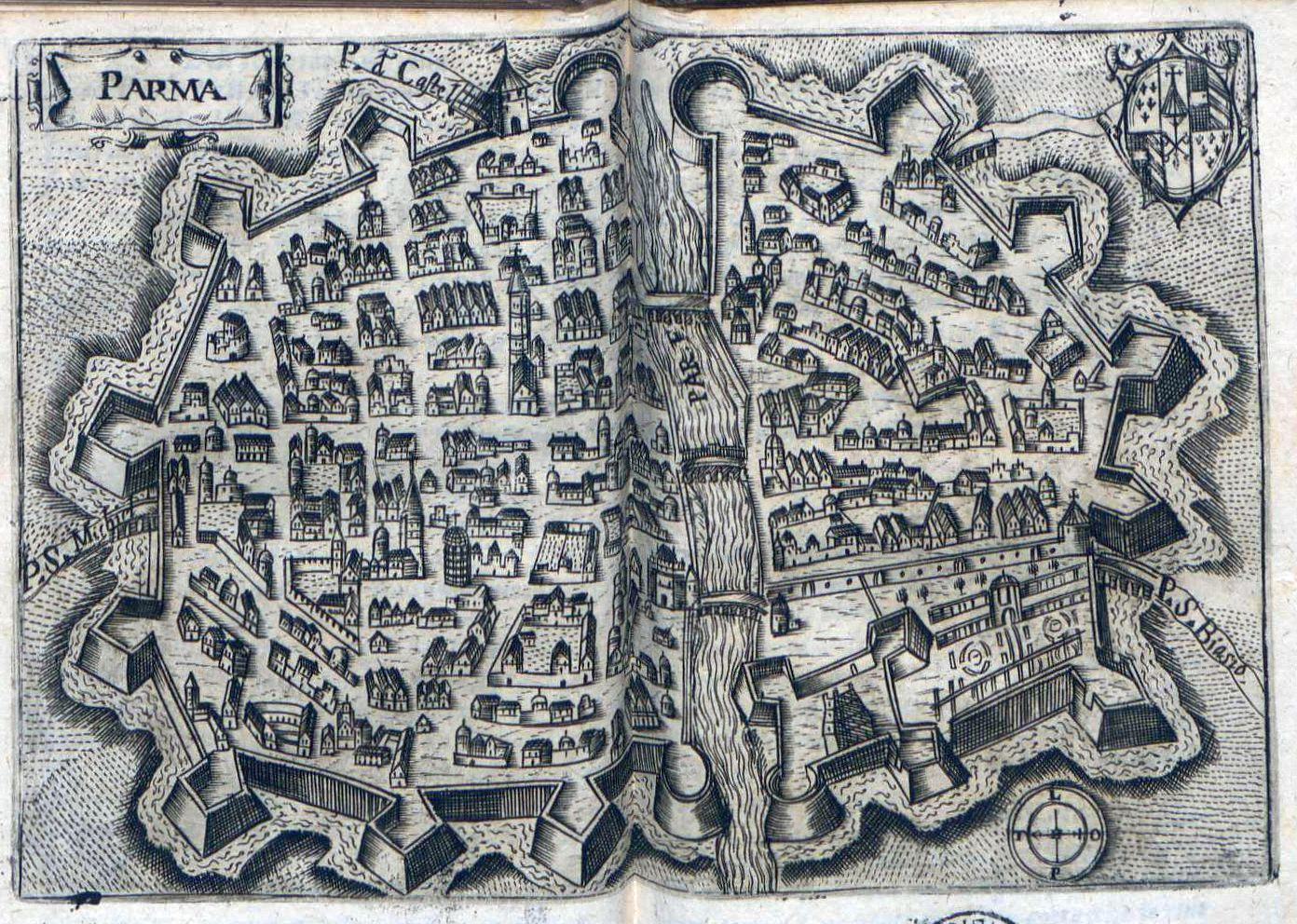
Parma nellItinerario di Franz Schott, 1649

Nel 1545 papa Paolo III istituì con propria bolla il Ducato di Parma e Piacenza, destinandolo in feudo al figlio Pier Luigi Farnese che finì assassinato, solo due anni dopo, per mano di alcuni aristocratici piacentini, i conti Giovanni Anguissola e Agostino Landi, i marchesi Giovan Luigi Confalonieri, Giovanni e Girolamo Pallavicini, nonché Luigi Gonzaga, suo lontano parente, signore di Castiglione, Castel Goffredo e Solferino.
Con la firma della pace di Cateau-Cambrésis, nell'aprile 1559 il ducato di Parma e Piacenza fu assegnato definitivamente ai discendenti che lo governarono, con brevi interruzioni, fino al 1731.
Sotto il loro dominio Parma, prescelta come capitale, divenne oggetto, dal 1560 di un ambizioso progetto di rinnovamento urbanistico, affidato ad artisti di gran fama quali il Vignola. La magnificenza dei duchi favorì la progettazione e la realizzazione di opere architettoniche, che conferirono a Parma il suo caratteristico aspetto attuale. 
Negli anni 1580 - 1583 al tramonto del ducato di Ottavio Farnese si avviò la costruzione del palazzo della Pilotta. Ranuccio I nel 1602 affidò il cantiere a Simone Moschino, ma i lavori furono sospesi nove anni dopo, abbandonando l'edificio allo stato in cui si trova attualmente. Nel 1618 Ranuccio I incaricò l'architetto Giovan Battista Aleotti, detto l'Argenta, di trasformare la grandiosa sala d'armi del palazzo in teatro di corte: il celeberrimo Teatro Farnese.
Nel Seicento Parma divenne un importante centro di ricerca scientifica. Il collegio gesuitico di Parma fu tra i più scientificamente importanti dell'Italia del Nord, con notevoli aperture tecnologiche, come si osserva anche nel lavoro di gesuiti come Niccolò Zucchi e Paolo Casati, uno dei più notevoli cultori di meccanica del secondo Seicento, e nel conte Ottavio Bondani, matematico e astronomo, costruttore di telescopi e microscopi, che terrà corsi di ottica nell'università tra 1683 e 1687.

### Il Settecento
L'anno 1731, estinti i Farnese, la successione fu rivendicata per Carlo di Borbone, primogenito di Filippo V di Spagna ed Elisabetta Farnese, che fu duca di Parma e Piacenza con il nome di Carlo I dal 1731 al 1735. Nel 1734, durante la guerra di successione polacca, al comando dell'esercito spagnolo, sbaragliate le forze austriache, conquistò per sé i regni di Napoli e di Sicilia. Nel 1738, dopo l'incoronazione di Carlo a re delle Due Sicilie, il ducato farnesiano passerà alla Asburgo.
Dieci anni dopo, nel 1748, con il Trattato di Aquisgrana, che pose fine alla Guerra di successione austriaca il ducato di Parma e Piacenza, unitamente a Guastalla fu assegnato a Filippo di Borbone, fratello del re di Napoli, era quindi figlio di Filippo V, re di Spagna, e della sua seconda moglie Elisabetta Farnese. Era genero del re di Francia avendo sposato Elisabetta di Francia, figlia del re Luigi XV e di Maria Leszczyńska.
Grazie anche alle riforme del primo ministro Guillaume du Tillot, Parma vive uno dei suoi periodi di maggior splendore, arricchendosi di eleganti architetture neoclassiche, di nuove strutture urbane e di importanti istituzioni quali la Biblioteca Palatina, la Stamperia Reale diretta da Giambattista Bodoni, il primitivo nucleo del Museo Archeologico, formato dai reperti provenienti dagli scavi dell'antica "Veleia", la Quadreria, l'Orto botanico.
Il duca Filippo I fu il capostipite del ramo di Parma dei Borbone. Morì improvvisamente il 18 luglio 1765 ad Alessandria, dopo aver accompagnato a Genova la figlia Maria Luisa in partenza per la Spagna dove sposò l'Infante Carlo. Un'altra figlia di Filippo, Maria Isabella divenne consorte dell'imperatore Giuseppe II d'Asburgo-Lorena.
Sul trono ducale di Parma gli successe Ferdinando I (20 gennaio 1751 - 9 ottobre 1802), sposo di Maria Amalia d'Asburgo-Lorena, ottava figlia di Maria Teresa d'Austria. Lo conservò dal 1765 al 1802, quando dovette cedere il ducato alla Francia in forza del Trattato di Aranjuez del 20 marzo 1801.

## L'Ottocento

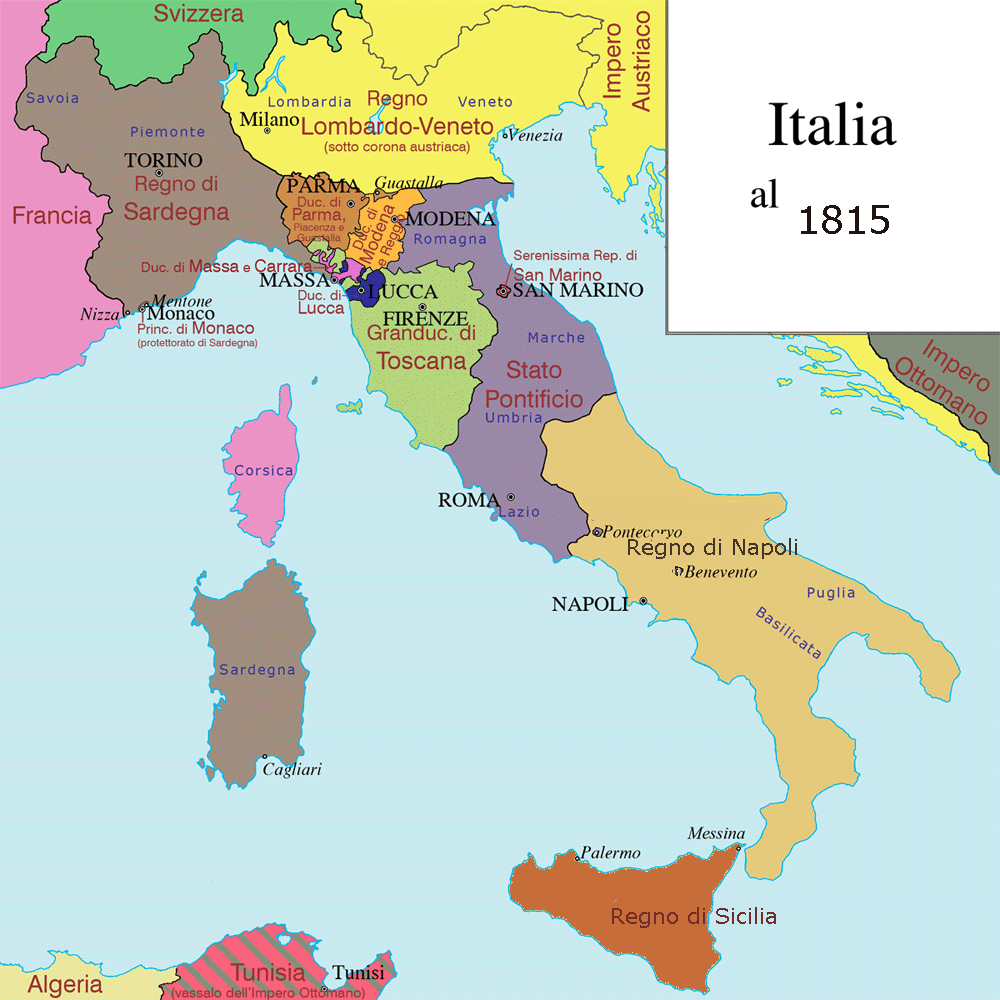
L'Italia dopo il Congresso di Vienna (settembre 1814-giugno 1815). Viene ristabilito il Ducato di Parma e Piacenza

L’esercito di Napoleone Bonaparte varcò pacificamente i confini del Parmense il 6 maggio 1796, per raggiungere Milano, senza che gli fosse opposta resistenza da parte delle truppe ducali. Questa neutralità consentì la permanenza, incontestata per un quinquennio, di Ferdinando I che continuò ad esercitare almeno formalmente la sua sovranità. Un potere che finse d’ostentare anche dopo il 21 marzo 1801, quando il Bonaparte decretò l’annessione del Ducato di Parma alla Francia.

### Il periodo napoleonico
Allorché Ferdinando morì improvvisamente a Fontevivo il 9 ottobre 1802, la Reggenza fu affidata alla vedova Maria Amalia d'Asburgo-Lorena. Un potere effimero, che durò pochi giorni, poiché già il 22 ottobre i francesi espulsero i Borboni e Maria Amalia fu costretta a trasferirsi in Boemia, a Praga.
Al suo posto arrivò a Parma Médéric Louis Élie Moreau de Saint-Méry, che rimase in carica sino ai primi giorni del 1806. Grazie a questi, che aveva per suo padrino il Talleyrand, e al suo successore, il prefetto Hugues Nardon, furono realizzate fondamentali riforme. Amante e protettore delle belle arti, dotato di profonda cultura, illuminista lungimirante, nel 1802 volle Gian Domenico Romagnosi alla cattedra di diritto pubblico dell’Ateneo parmense. Si abolirono allora le leggi anti-ebraiche, proibita la tortura, furono distinte nettamente la legislazione civile dalla penale, si attuò una illuminata riforma dei tribunali. Il 1º luglio 1805 questa complessa normativa giuridica venne abrogata e sostituita dal codice napoleonico promulgato in tutte le terre dell'Impero. Il prefetto Nardon, con decreto del 20 marzo 1806, suddivise il Parmense in tredici comuni (mairies, alla francese) e nominò Stefano Sanvitale primo sindaco di Parma.
Nel 1808 gli stati parmensi furono compresi nel Dipartimento del Taro, annesso all'Impero francese, ad esclusione del principato di Guastalla che venne staccato dal Ducato di Parma e assorbito dal Dipartimento del Crostolo. Dopo la proclamazione di Napoleone a imperatore (nel maggio 1804), gli Stati di Parma e Piacenza erano già stati incorporati nel Regno Italico, e poi annessi all'Impero.
Nel nuovo Dipartimento s'incentivò la costruzione di grandi opere pubbliche, tra queste, nel 1808, fu dato inizio ai lavori per la strada Pontremolese. A questo periodo risalgono però anche le numerose spoliazioni napoleoniche perpetrate nel territorio del ducato. Nel 1803, per ordine del ministro Moreau de Saint Mery, furono rimosse complessivamente 55 opere dal ducato di Parma, di cui solo 30 successivamente restituite.
Il 16 marzo 1814 i Francesi conclusero la loro dominazione sul ducato.

### La duchessa Maria Luigia

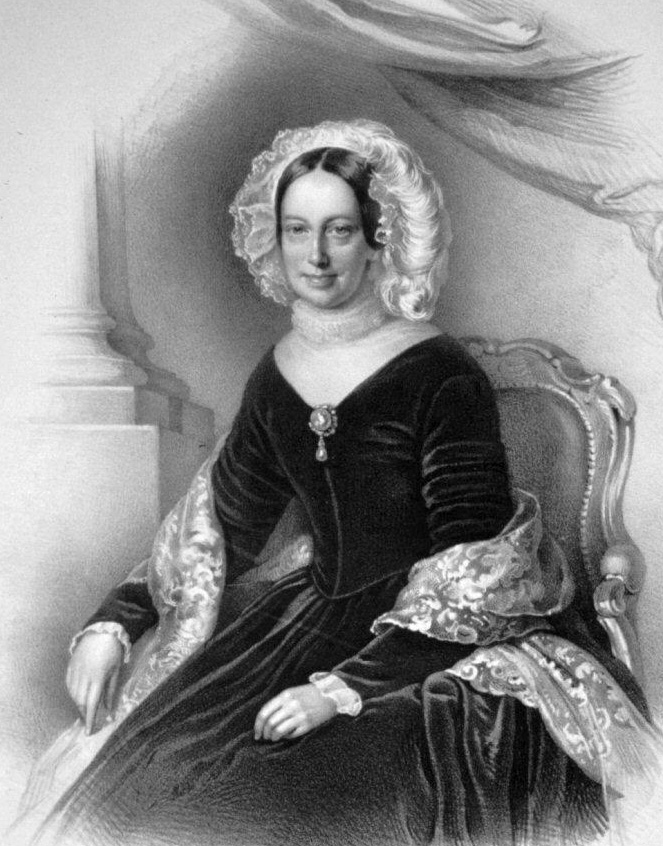
Maria Luigia Duchessa di Parma, Piacenza e Guastalla (11 aprile 1814 - 17 novembre 1847)

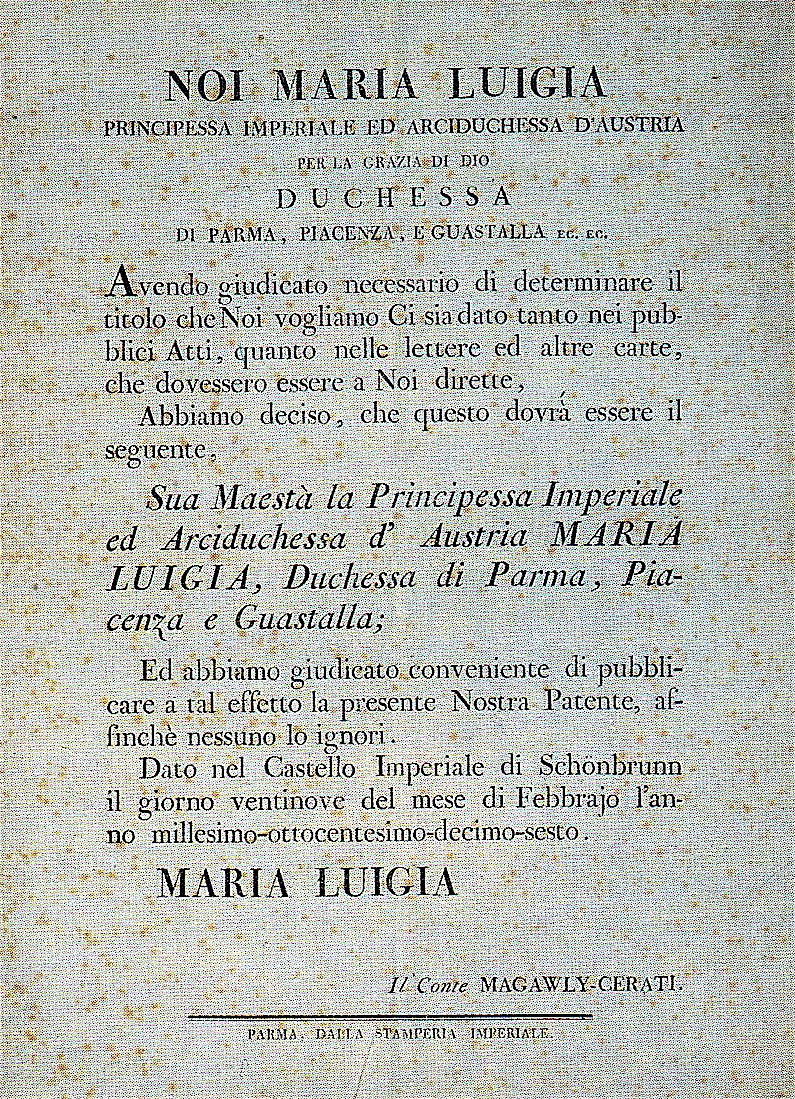
Il decreto 29 febbraio 1816, da Schönbrunn: titoli di Maria Luigia.

Maria Luigia governò col titolo di “Sua Maestà la principessa imperiale ed arciduchessa d'Austria Maria Luigia, duchessa di Parma, Piacenza e Guastalla" fu apprezzata come sovrana illuminata conquistando l’affetto dei Parmensi che ancora oggi la venerano come "la buona duchessa."
Fra i risultati del suo governo si ricorda che nel 1817 aveva fondato l'Istituto di Maternità e la Clinica Ostetrica Universitaria. Non trascurò i malati di mente che fece ospitare nell'Ospizio dei Pazzerelli, ubicato in un convento cittadino.
Nel 1831 diede disposizioni per prevenire le epidemie di colera. Quando il contagio scoppiò visitò gli infermi, confortandoli, mettendosi anche in ginocchio accanto a quelli che trovava deposti sul pavimento nei corridoi per carenza di letti. In quella tragica situazione (debellato il contagio, furono contati 438 morti tra i 30.000 abitanti di Parma al tempo), Maria Luigia elargì alla comunità 125.000 franchi ricavati facendo fondere un tavolino d’oro avuto in dono dalla città di Parigi per le sue nozze con Napoleone.
Numerose le opere pubbliche realizzate sotto il suo governo, gli interventi nel tessuto urbano ed architettonico, il potenziamento delle vie di comunicazione che trovano fulcro su Parma. Tra queste: i ponti sul Taro e la Trebbia, il Teatro Ducale (ora Regio), il riadattamento del Teatro Farnese, il Conservatorio di Parma (dove avrebbe studiato Giuseppe Verdi, al quale Maria Luigia avrebbe assegnato una borsa di studio conquistandone la gratitudine e poi la dedica dell’opera "I Lombardi alla Prima Crociata"). Nel Palazzo della Pilotta fece allestire la Biblioteca, il Museo Archeologico e la Pinacoteca (oggi Galleria Nazionale).
Nel 1831, i moti scoppiati a Parma costrinsero Maria Luisa a riparare a Piacenza, città rimasta fedele, anche a causa della presenza di una forte guarnigione austriaca, dove rimase rifugiata per sette mesi, anche dopo che, a seguito di una battaglia combattuta a Fiorenzuola d'Arda, le truppe austriache avevano ripreso il controllo della capitale.
Maria Luigia d'Austria mori' il 17 dicembre 1847. Il Ducato, salvo Guastalla passata al duca Francesco V d'Asburgo-Este, fu allora nuovamente assegnato alla linea parmense dei Borbone, prima a Carlo II (1847-1849) e quindi a Carlo III (1849-1854). Dopo l'uccisione di quest'ultimo, pugnalato nel 1854, la successione passò al giovane figlio Roberto I (1854–1859) sotto la reggenza della madre, Luisa Maria di Borbone-Francia, figlia del Duca di Berry, interrotta il 9 giugno 1859.

## Unità d'Italia e XX secolo

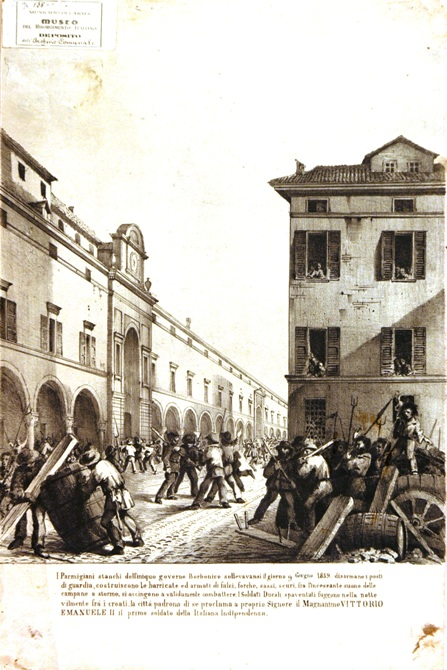
9 giugno 1859 insurrezioni a Parma

Il 15 settembre 1859 scoppiano manifestazioni popolari pacifiche organizzate dai liberali, favorevoli all'annessione del Ducato di Parma al Piemonte.
Ben presto la duchessa di Berry è costretta ad abbandonare la città, mentre viene dichiarata decaduta la dinastia borbonica e si organizza un provvisorio governo filopiemontese retto dall'avvocato Giuseppe Manfredi. Le truppe del Ducato (fedeli alla duchessa e acquartierate in Cittadella, sarebbero pronte a scatenare la repressione contro i rivoltosi, ma la duchessa ordina loro di desistere e di ritirarsi a Modena, dove le truppe parmigiane saranno poi ufficialmente sciolte.Parma entra provvisoriamente a far parte delle province dell'Emilia, rette da Luigi Carlo Farini.
Nel 1860 tramite plebiscito il ducato passa al Regno di Sardegna, e quindi al Regno d'Italia. Con la costituzione dello Stato unitario, Parma risentirà fortemente del declassamento da capitale di Stato a semplice capoluogo di provincia, con una grave crisi sociale ed economica.
La recente assegnazione alla città di Parma della sede dell'Autorità Europea per la Sicurezza Alimentare EFSA ha rappresentato per molti cittadini e istituzioni l'occasione di un ritorno al ruolo più internazionale e prestigioso di piccola capitale europea.
Nonostante le pause imposte dalle crisi economiche (come quella del 1908), dalla prima guerra mondiale e dalle inquietudini politiche sociali del primo dopoguerra, in città lo spirito di rinnovamento del nuovo secolo è motore di grandi cambiamenti: vengono abbattuti i vecchi bastioni, si modifica l'assetto urbanistico del centro, dove nascono gli edifici più eleganti e prestigiosi, si rinnovano l'Oltretorrente e le più importanti arterie.
Parma viene ricordata nei tempi moderni per essere stata protagonista nel 1922 di uno dei rari episodi di resistenza antifascista dell'epoca, che le meritarono la fama di città "corridoniana", con l'erezione da parte di elementi vari delle "Barricate" al fine di impedire alle Camicie Nere di Italo Balbo l'accesso ai quartieri dell'Oltretorrente. Questo episodio viene ricordato molti anni dopo la famosa trasvolata sull'Atlantico di Balbo, con un'anonima scritta in dialetto parmigiano sui muri del lungoparma apparsa nel dopoguerra, circa negli anni sessanta, che ricorda all'eroe del regime che "ha passato l'Atlantico, ma non la Parma". Successivamente, a partire dal 1929, i quartieri dell'Oltretorrente, epicentro di quell'episodio, vengono risanati, pur rappresentando ancora oggi la parte più tipicamente popolare e "bohemienne" della città.

## Il primo dopoguerra
Nel primo dopoguerra il comune di Parma era costituito quasi interamente da territorio urbano, con una popolazione di 57.000 abitanti (censimento avvenuto attorno al 1911), mentre ne contava circa 10.000 di meno nel 1901.
Dopo la lunga stasi dell'ottocento, la popolazione aveva subito un notevole incremento, grazie alla ripresa giolittiana ed alle capacità del sindaco Giovanni Mariotti.
A questa crescita demografica si associò uno sviluppo urbano al di fuori dei bastioni del 1500, demoliti per far posto alle nuove costruzioni. Il quartiere operaio di S. Leonardo si sviluppò nella zona nord, residenzialmente meno appetibile, con lo sviluppo contemporaneo di numerose fabbriche, fra le quali la vetreria Bormioli che contava già 300 operai nel 1913. A sud, verso la Cittadella, si sviluppava invece un quartiere per benestanti. La viabilità mostrò un progresso nel 1910 con l'inaugurazione nel maggio delle linee tranviarie elettriche.
Inoltre, nel 1900 erano entrati in funzione un nuovo acquedotto ed un nuovo macello; nel periodo intercorrente fra il 1901 e il 1903 i ponti Verdi e Italia, seguiti dallo stabilimento dei Bagni Pubblici sul Lungoparma nel 1906; nel 1907 apriva l'albergo Croce Bianca in piazza della Steccata, di cui prese possesso il comando fascista nell'agosto del 1922; nel 1909 le nuove Poste, e nel 1913 il supercinema Orfeo: alcuni sintomi del robusto sviluppo di inizio secolo.
A fronte di questi cambiamenti le crisi economiche nazionali del 1907 e del 1913 non ebbero forti ripercussioni nel Parmense, ancora poco industrializzato rispetto al triangolo Milano-Torino-Genova (il "triangolo rosso" era individuato invece da Genova-Vercelli-Torino). Nel Parmense la produzione della ricchezza restava, e resterà ancora a lungo di natura prevalentemente agricola (nel 1921 occupava circa 116.000 individui contro 37.500 nel ramo industriale) con circa la metà dell'attività nel capoluogo con operatori addetti alla trasformazione dei prodotti agricoli e alle piccole industrie metalmeccaniche specializzate nella produzione di macchinari agricoli e/o per il trattamento di prodotti della terra.
Mentre avvenivano queste trasformazioni, rimaneva, per converso, diviso in due l'aspetto social-logistico: l'Oltretorrente, chiamato anche Parma vecchia, a ovest, in cui alla fine dell'Ottocento, in edifici spesso inadeguati, si era raccolto un miscuglio di abitanti di diverse provenienze geografiche e sociali, che si era integrato nel tessuto sociale già esistente: contadini inurbati, montanari in cerca di lavoro nel campo edilizio tenuto conto dell'incrementato sviluppo cittadino. Ad est quella che era la parte più antica della città, ma che veniva chiamata Parma nuova proprio per il suo aspetto più moderno e decoroso, era popolata in prevalenza dai diversi ceti borghesi e vi erano, ed ancora in gran parte permangono, le sedi dei poteri istituzionali. Il dato sociale, comunque, indicava una coesione sociale di Parma vecchia molto superiore a quella di Parma nuova.
Il borgo del Naviglio, al margine nord orientale, aveva amalgama sociale simile all'Oltretorrente (tralasciando, ovviamente, la zona dei bordelli, posizionata da lunga data fra borgo Tasso e borgo S. Silvestro). La suddivisione in due parti, o quasi, di Parma avrà anche grande importanza militare nello svolgersi della difesa della città dagli squadristi nell'agosto 1922.
Anche il Parmense risentì degli effetti dell'entrata in guerra del '15, coi problemi precedenti e susseguenti il conflitto: inflazione che erodeva i salari, difficoltà di rifornimenti di alimentari e combustibili, debilitazione fisica diffusa e aumento delle malattie (anche a Parma nel 1919 infuriò la "spagnola"). La mancanza di uomini, spediti al fronte, e la sostituzione con ragazzi e donne porta alla formazione di una base operaia femminile emancipata dal lavoro. Ovviamente, anche se ci fu il blocco di lavori pubblici (l'ospedale ad esempio fu finito nel 1925 ed il monumento a Giuseppe Verdi nel 1920), non ci furono gravi problemi di disoccupazione visto lo "spopolamento" di manodopera maschile per l'invio alla guerra.
Nel parmense la guerra, tramite le commesse, porta ad un incremento industriale sia nel settore agricolo che della manipolazione dei prodotti della terra. In buona sostanza, però, nonostante i tempi convulsi, la borghesia parmense non muta di atteggiamento dall'ante-conflitto e non vede di buon occhio, per risolvere i conflitti sociali, il fascismo: continua a far riferimento alla "politica" ed ai dettami ideologici della potente Associazione Agraria Parmense, quella che aveva battuto lo sciopero del 1908.

## Le barricate nell'Oltretorrente
In seguito all'inasprirsi degli scontri tra rivoluzionari fascisti e le organizzazioni del movimento operaio, l'Alleanza del Lavoro (organo di un ampio fronte sindacale) proclamò per il 1º agosto 1922 uno sciopero generale nazionale in "difesa delle libertà politiche e sindacali". Contro la mobilitazione dei lavoratori si oppose la forza delle squadre fasciste lungo tutta la penisola.
L'Alleanza del Lavoro sospese lo sciopero il 3 agosto, ma gli scontri aumentarono e solo in poche città fu organizzata una ritrosia alle azioni delle camicie nere.
Le coordinate azioni delle camicie nere ebbero così un totale successo con la distruzioni di circoli, cooperative, sindacati, giornali ed amministrazioni popolari.
A Parma, sola eccezione, gli sviluppi dello sciopero furono ben diversi: la città divenne teatro di una resistenza armata alle squadre fasciste che, dopo cinque giorni di combattimenti, risultò vittoriosa. I lavoratori avevano risposto compatti allo sciopero e, forti delle tradizioni locali del sindacalismo rivoluzionario, mostrarono ancora una volta grande capacità di mobilitazione e di combattività. Nei giorni di agosto furono mobilitati dal Partito Fascista per la spedizione su Parma circa 10.000 uomini, giunti dai paesi del Parmense e dalle province limitrofe; a comandarle venne inviato Italo Balbo, già protagonista di analoghe spedizioni militari a Ravenna e a Forlì.
La popolazione dei borghi dell'Oltretorrente e dei rioni Naviglio e Saffi rispose all'aggressione innalzando barricate, scavando trincee ed organizzandosi in una difesa estrema delle proprie case e sedi politiche.
Mentre a livello nazionale lo sciopero si esauriva, a Parma la resistenza si faceva sempre più tenace.
Gli scontri coinvolsero attivamente tutta la popolazione e venne superata ogni polemica politica tra le diverse tendenze: arditi del popolo, sindacalisti corridoniani, confederali, anarchici, comunisti, popolari, repubblicani e socialisti combatterono le camicie nere, coordinati dagli Arditi del Popolo, squadre paramilitari fondate dal socialista Guido Picelli.
Gli scioperanti dell'Oltretorrente, armati di vecchi e scalcinati fucili modello 91 o altre armi rudimentali, combattendo da dietro mobili, carri e improvvisate trincee scavate in strada seppero opporre un'incredibile resistenza ai fascisti.
Essi, dopo numerosi tentativi di superare le barricate, fecero azioni di rappresaglia compiendo numerose devastazioni nelle zone centrali della città, specie al circolo dei ferrovieri, negli uffici di numerosi professionisti democratici e nelle sedi del giornale "Il Piccolo", dell'Unione del Lavoro e del Partito Popolare.
Mentre infuriavano i combattimenti si iniziarono le trattative per la fine dei combattimenti tra il comando di Balbo, le autorità militari e la Prefettura.
La notte tra il 5 e il 6 agosto le squadre fasciste smobilitarono e lasciarono velocemente la città. Il 6 agosto il generale Lodomez, comandante militare della piazza, assunse i pieni poteri e proclamò lo stato di assedio.
Nella mattinata i soldati dopo aver sparato due colpi di cannone a salve, entrarono nel rione dell'Oltretorrente e la situazione tornò alla normalità.
Complessivamente durante gli episodi delle Barricate le perdite degli squadristi fascisti in città furono nulle per quanto riguarda i caduti e solo in provincia, a Sala Baganza, si contarono due morti di parte fascista, mentre da parte antifascista si ebbero 5 morti a Parma e due in provincia (Sala Baganza) più un numero ignoto (ma sicuramente basso) di feriti.

## L'8 settembre a Parma
In seguito all'Armistizio di Cassibile dell'8 settembre 1943, il 9 settembre scatta l'operazione militare tedesca “Nordwind” tesa a disarmare e catturare tutte le unità italiane.
La prima operazione militare tedesca in provincia di Parma è quella operata dalle truppe del colonnello Hansen per assicurarsi il controllo del ponte di Casalmaggiore. Successivamente lo stesso reparto inizia a procedere all'occupazione della Bassa Parmense.
I reparti tedeschi, a differenza di quelli italiani, sono dotati di buona mobilità accompagnata dalla massima potenza di fuoco ottenibile.
Per la conquista di Parma era stata approntata una colonna composta da:
1º battaglione del 1º Reggimento Granatieri corazzati SS
rinforzato da diversi plotoni delle compagnie reggimentali (800 uomini)
1º Gruppo del 1º Reggimento Corazzato SS
con 3 battaglioni (450 uomini)
1ª Compagnia del Battaglione trasmissioni
(150 uomini)
1º Plotone del Battaglione anticarro
equipaggiato con 2-3 cacciacarri Marder III armati con bocche da 75 mm.
Il Presidio militare di Parma, comandato dal Generale Moramarco, decise di accettare la richiesta di resa avanzata dal colonnello tedesco Frey, ma il comando territoriale di Piacenza ordinò di resistere a tutti i costi.
Vennero così prese tardivamente misure di difesa della città.
Alle due le truppe e i carri armati tedeschi circondarono alcuni edifici pubblici importanti, la Cittadella e la Scuola di Applicazione del Giardino Ducale (gli ufficiali ed i cadetti ivi accasermati, prima di essere presi prigionieri, resistettero all'attacco tedesco, lasciando sul campo 5 morti e 20 feriti).
Cominciarono così fitte sparatorie tra italiani e tedeschi.
Tutte le caserme vennero occupate rapidamente dai tedeschi e gli italiani vennero battuti rapidamente.
L'unica pattuglia militare che riuscì a resistere sino alla resa definitiva della città fu quella che si barricò nel palazzo in via delle Poste.
Sbaragliata la fanteria, l'unica forza valida in campo italiano era costituita da una colonna corazzata forte di un carro armato M 15 e da sette semoventi (armati di soli 5 colpi), accompagnati da una colonna mortai di 12 pezzi da 20 mm montati su autocarri.
La forza arrivò in città da Fidenza, con l'ordine di reagire agli attacchi provenienti da qualsiasi parte.
Arrivata in Barriera Bixio alle 6:30, la colonna venne colta da un'imboscata delle forze tedesche.
Il carro armato e un semovente vennero bloccati.
Tre carri uscirono indenni ed attraversarono ponte Umberto fino ad imboccare lo Stradone, ma sono bloccati dai tedeschi in via Passo Buole, via Vitali e poco prima di Barriera Farini.
La colonna mortai e tre semoventi, le uniche forze superstiti, arrivano ai cancelli della Barriera.
I tre semoventi vengono distrutti da cannonate provenienti dalle postazioni di artiglieria tedesche, situate alle porte della città e sui ponti, nel tentativo di battere via Spezia, via Solari e via Caprera.
La colonna mortai ingaggia un'ultima battaglia coi tedeschi, riuscendo ad immobilizzare un loro Marder.
Lo scontro cessa alle 8, dopo la distruzione del camion munizioni avvenuto alle 7:30.
Complessivamente nello scontro sono morti 6 fra soldati e ufficiali parmigiani.
I soldati presenti nel Palazzo del Governatore, sede del Presidio militare di Parma, accerchiati dai tedeschi, dopo aver sparato alcuni colpi di fucile e rivoltella dalle finestre, si arrendono.
Viene così preso alle ore 9 il Presidio militare di Parma, con conseguente resa della città.
L'ultima azione di disarmo operata dai tedeschi è quella contro l'aeroporto militare che poco dopo le otto viene sorpreso da due camionette della Wehrmacht.
Tutti i prigionieri italiani verranno internati in Cittadella, in attesa di essere deportati in Germania.
Molti soldati sono riusciti a salvarsi disertando, avvalendosi dell'aiuto di civili che li aiutarono a disfarsi degli abiti militari o gli diedero rifugio.
Le forze italiane presenti in città ammontavano a 6.000 uomini mentre altri 7.000 uomini erano sparsi per la provincia per un totale di circa 13.000 soldati.
In totale all'8 settembre le truppe tedesche operative nella zona di Parma assommavano a circa 12.500 uomini.

## L'occupazione tedesca e la Resistenza
Dopo l'occupazione della città il 9 settembre i tedeschi provvidero a impiantare un'amministrazione militare. Gli organismi di amministrazione erano rappresentati dallo Standortkommandatur e dal Militarkommandatur (a esso veniva incaricato il comando militare di piazza e i compiti connessi ai settori rifornimento, amministrazione e lavoro). In città, inoltre, fu rifondato il partito fascista, che assunse il nome di Partito Fascista Repubblicano (con 4.145 iscritti, di cui 1.600 alle armi). I tedeschi si trovarono ben presto a dovere fronteggiare i continui attentati e sabotaggi delle bande partigiane in città e anche in tutta la provincia. I compiti della repressione antipartigiana furono affidati alla Feldgendarmerie (il contingente di SS presente in città che contava circa 1.000 effettivi) e alle forze della Repubblica Sociale Italiana, consistenti solo in alcuni reparti della 80ª Legione Camicie Nere.
Dal 1944, in sostituzione alle SS, furono impiegate le SD e si provvide al reclutamento degli effettivi della XXVII Brigata Nera "Virginio Gavazzoli". Essi compirono un'opera repressiva data l'entrata in vigore della legge marziale di guerra, non mancarono però rastrellamenti, eccidi e saccheggi.
Durante l'occupazione tedesca iniziò la persecuzione della comunità ebraica presente in città (circa 200 persone), a cui si aggiungevano anche altri israeliti sfollati dalla Jugoslavia. Per essi iniziava un calvario che si sarebbe concluso con la cattura e, se non l'uccisione immediata, con la deportazione in Germania. Alcuni si salvarono fuggendo. Centinaia di cittadini furono internati nelle carceri con l'accusa di aiutare i ribelli, uscendone soltanto per essere fucilati o subire la deportazione in Germania, non di rado subendo anche torture da parte delle SD.
La Resistenza prese ufficialmente avvio il 9 settembre, quando i dirigenti del Partito comunista (tra i quali Remo Polizzi, Luigi Porcari, Giacomo Ferrari, Dante Gorreri, Umberto Ilariuzzi, Virginio Barbieri e Bruno Tanzi) si riunirono a villa Braga a Mariano, gettando le basi organizzative dell'opposizione armata all'occupazione nazista nella provincia di Parma.
Il 15 ottobre, nello studio notarile di Giuseppe Micheli, gli esponenti dei partiti antifascisti (Partito comunista, Partito socialista, Partito d'Azione, Partito repubblicano, Democrazia Cristiana e Partito Liberale) diedero vita al Comitato di Liberazione Nazionale di Parma.
L'asse stradale e ferroviario Parma-La Spezia, controllato da muniti presidi tedeschi per la sua notevole importanza strategica, tagliava l'Appennino in due zone (Est Cisa e Ovest Cisa) definendo anche i due territori d'azione della guerriglia.
Le prime bande partigiane di montagna cominciarono ad essere costituite dal Cln nell'autunno. Il banco di prova della loro efficienza avvenne il 24 dicembre 1943, vigilia di Natale, quando una di esse, il Distaccamento "Picelli", sostenne vittoriosamente il combattimento con un più numeroso reparto fascista ad Osacca, nel Bardigiano.
In pianura si formarono le Squadre di azione patriottica (Sap), addette al sabotaggio e al supporto logistico della guerriglia, e i Gap (Gruppi di Azione Patriottica) per colpire i nemici in città.
Nell'estate 1944 il movimento della Resistenza, alimentato soprattutto dai giovani renitenti alla leva nell'esercito della RSI, ebbe la sua massima espansione, tanto che in giugno le forze partigiane controllavano intere zone appenniniche nella Val Ceno e nella Val Taro (che si costituirono in “Territori liberi”)
Durante i venti mesi di occupazione tedesca (settembre 1943 - aprile 1945) le fucilazioni di civili e di partigiani da parte dei tedeschi e dei fascisti furono 136 e provocarono 396 vittime (267 civili e 130 partigiani). I tedeschi si impegnarono nella lotta antipartigiana anche in operazioni negli Appennini: nel luglio 1944 fu sferrata un'energica offensiva per colpire le basi della guerriglia partigiana sull'Appennino Tosco-Emiliano con grandi operazioni di rastrellamento.
La guerriglia fu coordinata, da allora, dal Cuo (Comando unico operativo). Il 17 ottobre un forte reparto germanico sorprese a Bosco di Corniglio il Cuo, tendendo un'imboscata che costò a esso la morte di cinque dei suoi membri più importanti. Le operazioni di rastrellamento proseguirono anche nel gennaio 1945, impiegando sino a 20.000 effettivi delle SD e tenendo impegnate le bande partigiane in logoranti combattimenti metro per metro. Nel frattempo i numerosi arresti smantellarono la rete clandestina in città e nella Bassa.
Nell'aprile del 1945 la situazione si fece sempre più disperata con l'avanzata degli Alleati. Il comando tedesco progettò di applicare a Parma la tattica della “terra bruciata”, facendo minare e distruggere l'acquedotto e le centrali elettriche e del gas.
Questa possibilità venne scartata grazie a negoziati con le autorità italiane.
Tuttavia i tedeschi, nell'aprile 1945 divennero più brutali nelle loro rappresaglie.
Nonostante ciò, alla vigilia della Liberazione, il movimento partigiano fu in grado di organizzare a livello nazionale circa undicimila uomini, inquadrati in cinque grandi unità militari, che riuscirono a organizzare un piano insurrezionale tra il 25 e il 26 aprile 1945.
Con l'avanzare degli Alleati, tedeschi e fascisti, abbandonarono le loro posizioni in una fuga caotica e disordinata, resa ancora più difficile dai continui attentati partigiani.
Per questo attuarono un'ultima serie di eccidi che investì le comunità contadine della zona orientale della provincia tra la via Emilia e il Po.
In due giorni 59 civili vennero massacrati da reparti tedeschi in ritirata.
Molti soldati tedeschi morirono quando dovettero attraversare il fiume Po: il loro disperato tentativo di guado, in cui furono utilizzati tutti i mezzi a disposizione (molti soldati disperati tentarono di attraversare il Po anche a nuoto), per molti di essi si concluse con l'annegamento.
Una parte delle truppe repubblicane in ritirata, rimaste isolate dal grosso in ritirata e impossibilitate a ripiegare su Parma, opposero agli Alleati e ai partigiani un'ultima, accanita resistenza nella zona fra Ozzano Taro e Fornovo (“sacca di Fornovo”).
La loro resistenza fu spezzata il 29 aprile, quando le forze assedianti furono raggiunte da nuovi rinforzi.
I prigionieri italiani e tedeschi presi dagli Alleati al termine della battaglia nella “sacca” ammontarono a 15000.

### I bombardamenti alleati su Parma
Bombardamento del 23 aprile 1944
La notte del 23 aprile 1944 alle 22:55 i bombardieri inglesi della RAF compiono il primo bombardamento aereo sulla città di Parma. Vengono colpite la Scuola di Applicazione di Fanteria nel Palazzo del Giardino, il Parco Ducale, il Ponte di Mezzo, Via delle Fonderie, lo scalo ferroviario del Cornocchio, il Lungoparma Toscanini, viale Fratti. Il raid fa registrare 15 morti, tutti militari della Scuola d'Applicazione di Fanteria.
Bombardamento del 25 aprile 1944
Dopo solo due giorni, 25 aprile 1944 alle 12:15, sulla città giungono i bombardieri americani della Fifteenth Air Force e colpiscono pesantemente il centro storico dell'Oltretorrente.
Vengono colpiti Piazza Garibaldi (scompare il palazzo dei Conti Bondani che ospitava la Banca Commerciale, danneggiata la chiesa di San Pietro), Via Mazzini, via Cavour, Borgo Santa Brigida, borgo San Biagio, via Cairoli, Borgo Antini, Borgo Regale, Piazzale San Lorenzo, Via XXII Luglio, Borgo Felino, Borgo Riccio, Viale delle Rimembranze, Orto Botanico, Chiesa di San Pietro, Chiesa della Steccata, Chiesa della Trinità, Chiesa di Santa Maria delle Grazie, Seminario Maggiore, via Farnese, Asilo Guadagnini.
Bombardamento del 2 maggio 1944
Il 2 maggio 1944 i bombardieri americani del gruppo Bombardieri 454 (Fifteenth Air Force) hanno come obiettivo le infrastrutture ferroviarie. Viene colpito però un vicino rifugio antiaereo al Cornocchio di Golese dove si erano rifugiate 150 persone. Nel rifugio perdono la vita 61 persone. Sul luogo è stato eretto un cippo, davanti al quale ogni anno viene ricordato l'eccidio dalle autorità cittadine. Vengono colpite anche la ferrovia, viale Fratti e la Ghiaia.
Bombardamento del 13 maggio 1944
Il 13 maggio 1944 i bombardieri americani della Quindicesima Brigata dell'Air Force (Fifteenth Air Force) compiono un'altra pesante incursione sulla città provocando una cinquantina di vittime. Sono colpiti in particolare la Pilotta (le ali sud e ovest), la Biblioteca Palatina (molti mesi furono necessari per il difficile e pericoloso recupero tra le macerie del materiale che poteva essere salvato), il Teatro Reinach, il Teatro Farnese, il Palazzo Ducale, il monumento a Verdi davanti alla stazione, la barriera di via Garibaldi, Piazza Garibaldi, l'hotel Croce Bianca (il più famoso della città), la chiesa di Santa Teresa, via Saffi, la scuola Giordani, la chiesa di San Giovanni e un'ala del carcere di San Francesco.

## La liberazione di Parma
Le truppe alleate e l'esercito regolare italiano coadiuvato da alcuni partigiani fecero il loro ingresso a Parma la mattina del 26 aprile 1945.
Nella notte tra il 24 e il 25 il grosso dei militari tedeschi, con a seguito i fascisti ancora presenti in città, avevano abbandonato Parma, lasciando dietro di sé piccoli nuclei di cecchini, appostati su alcuni edifici, allo scopo di ostacolare in un ultimo disperato tentativo di resistenza, l'azione degli alleati.
Gli esigui gruppi di cecchini fascisti in città ingaggiarono diverse sparatorie con le alleate penetrate in città, ma vennero sconfitti. I partigiani fucilarono una trentina di essi, catturati ancora con le armi in pugno, contravvenedo alla Convenzione di Ginevra sui prigionieri di guerra. Nel frattempo, una lunga colonna di mezzi militari alleati attraversava Parma diretta verso Milano, che di lì a poco sarebbe stata liberata.
Il 27 aprile 1945, giunse il Commissario provinciale del Governo militare alleato, il maggiore Burns, con l'incarico di garantire il governo della provincia, in collaborazione con il Comitato di liberazione nazionale, fino al 4 agosto successivo quando l'Emilia sarebbe stata restituita alle autorità italiane.
Il 9 maggio le brigate combattenti della Resistenza sfilarono lungo le strade della città e davanti al palco d'onore dei comandi alleati. Al termine della manifestazione le armi furono riconsegnate e le brigate sciolte: Parma liberata affrontava gli anni del dopoguerra.
Durante e dopo la liberazione e nei giorni seguenti, atti di giustizia sommaria portarono a oltre 200 esecuzioni di elementi politicamente compromessi con il nemico invasore (franchi tiratori, spie e torturatori).
IL CLN decise, per evitare che vendette personali e regolamenti di conti continuassero a mietere vittime, la creazione della Commissione di giustizia, che si occupò di punire i fascisti con processi legali ed equi.
Molti fascisti, per salvare la propria vita, si andarono a costituire spontaneamente alle autorità.

## Bilancio dei caduti della Resistenza parmense
- Antifascisti	 49
- Partigiani	 794
- Partigiani all'estero	 115
- Partigiani stranieri e sconosciuti	 18
- Militari	 228
- Civili	 425
- Non parmensi, per rappresaglia	 19
- Ebrei	 22
- Totale	 1670 (*)

(*) Di cui 339 morti nei lager nazisti.

## Dopoguerra

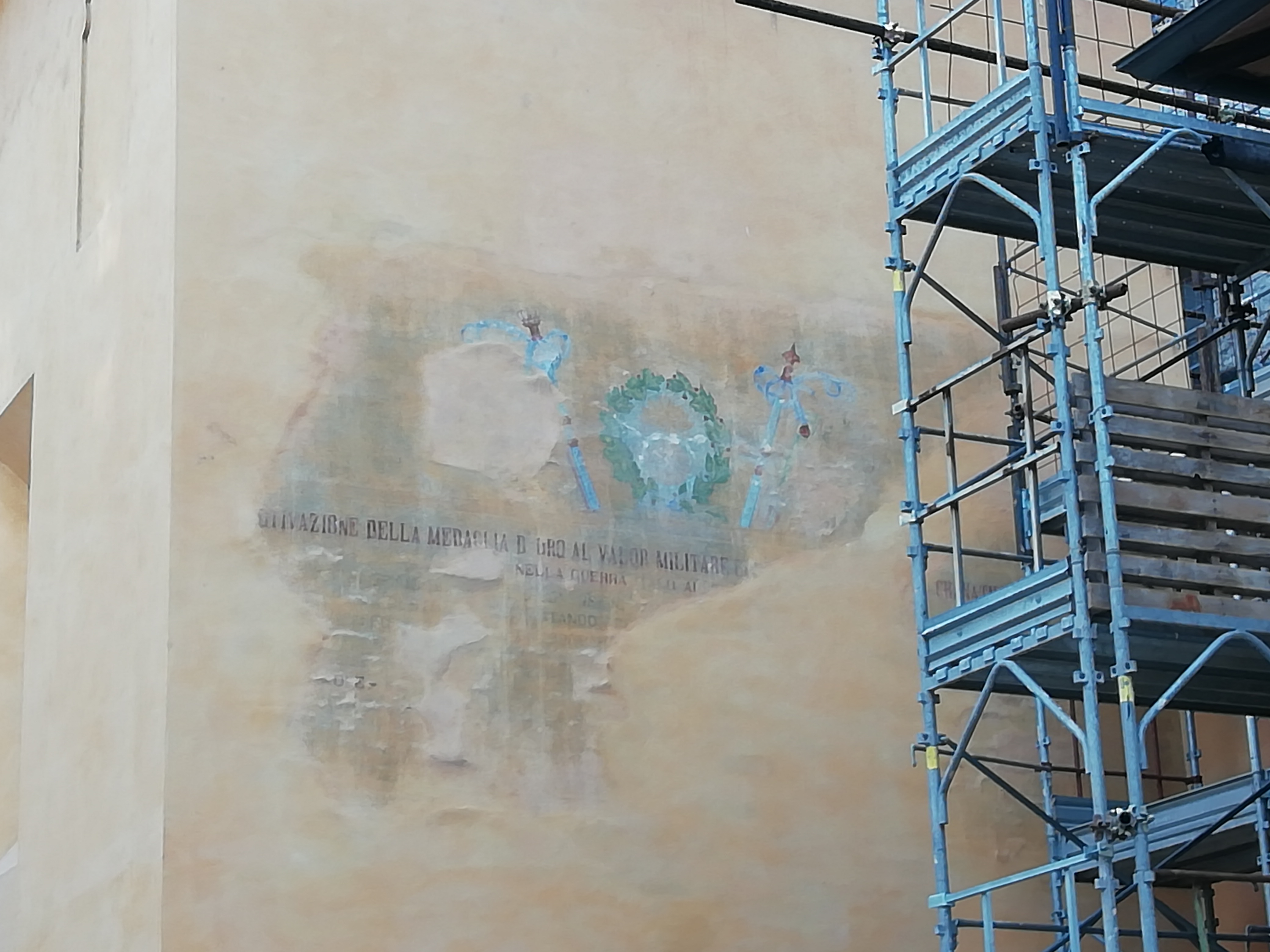
Iscrizione nel cortile della Biblioteca civica di Parma in restauro: Medaglia d'Oro della Resistenza

La liberazione di Parma avviene la mattina del 26 aprile, mentre il 9 maggio le formazioni partigiane sfilano in città tra la folla.
Il 26 aprile 1946 fu eletto primo sindaco di Parma del dopoguerra l'avvocato Primo Savani, partecipante alla lotta partigiana col nome di battaglia «Mauri».
Parma è una città Medaglia d'Oro della Resistenza, omaggio ai caduti nella lotta per la libertà, come alle vittime delle deportazioni e dei bombardamenti.
Al referendum del 1946 nella città di Parma trionfa la Repubblica col 73,2% dei voti contro la monarchia che ne ottiene 26,7%.
Il 13 ottobre 2014 la città viene alluvionata dopo forti piogge che provocano l'esondazione del torrente Baganza, causando allagamenti nei quartieri della periferia sud della città e parecchi danni ma, fortunatamente, nessuna vittima.